# Rancho Tehama Reserve
Rancho Tehama Reserve is een plaats (census-designated place) in de Amerikaanse staat Californië, en valt bestuurlijk gezien onder Tehama County.

## Demografie
Bij de volkstelling in 2000 werd het aantal inwoners vastgesteld op 1406.

## Geografie
Volgens het United States Census Bureau beslaat de plaats een oppervlakte van
55,8 km², waarvan 55,6 km² land en 0,2 km² water.

## Plaatsen in de nabije omgeving
De onderstaande figuur toont nabijgelegen plaatsen in een straal van 40 km rond Rancho Tehama Reserve.